# Albert van der Heide (politicus)
Albert van der Heide (Leeuwarden, 7 april 1872 - Den Haag, 29 juli 1953), doopnaam Albertinus, was een Nederlandse socialistische dominee en later Tweede Kamerlid.
In zijn jeugd was hij lid van de Friese beweging en bevriend met Dirk Troelstra. Hij zette zich in voor de allerarmsten en werd geheelonthouder. Van der Heide studeerde theologie in Leiden, waar hij onder meer bevriend was met de latere politicus H.P. Marchant, en werd in 1895 predikant in het Friese veendorp Scherpenzeel. Enkele jaren later wist Pieter Jelles Troelstra, met wiens familie Van der Heide bevriend was, hem te winnen voor de SDAP. Sindsdien zette hij zich in voor de propaganda van de SDAP en voor de Nederlandsche Vereeniging tot Afschaffing van Alcoholhoudende Dranken, de 'blauwe NV'. Ook was hij een veelvuldig en vlot spreker en schrijver voor de 'rode' en de 'blauwe' zaak.
Van der Heide werd vaak gevraagd zich kandidaat te stellen voor een verkiesbare SDAP-functie, maar hij koos ervoor om predikant te blijven in verschillende kleine en arme gemeenten in Friesland. Pas in 1925 liet hij zich overhalen, en van dat jaar tot 1937 was hij lid van de Tweede Kamer. Hij ging in Voorburg wonen en zette zich politiek in voor het door de economische crisis getroffen Drenthe, voor het gevangeniswezen en de drankbestrijding. Hij was sterk betrokken bij de gevangenen in de Scheveningse gevangenis en werd er ook regent. In 1936 zette hij zich in voor de valselijk van homoseksueel contact met een minderjarige beschuldigde thesaurier-generaal van het ministerie van Financiën L.A. Ries, met wie hij bevriend raakte. Niet alleen viel hij de ministers van Financiën en Justitie daarover aan, ook deed hij de zaak-Ries uit de doeken in een omvangrijke brochure, De zaak tegen Mr. L. A. Ries, thesaurier-generaal bĳ het Departement van Financiën. Eenige beschouwingen en kritische opmerkingen (1936, drie drukken).
In 1944 overleed Van der Heides jongste dochter Hermien aan gevolgen van oorlogshandelingen. Daardoor psychisch gebroken sleet hij zijn laatste jaren in de inrichting Oud Rozenburg in Loosduinen.
In 2011 promoveerde Marie-Anne de Harder op een biografie over Albert van der Heide.
- Biografisch Portaal: 11567542
- Gemeinsame Normdatei: 1018661468
- International Standard Name Identifier: 0000 0003 6283 5663
- Library of Congress Control Number: n2014000831
- Nederlandse Thesaurus van Auteursnamen: 125312962
- Parlement.com: vg09ll1jzjzk
- Istituto Centrale per il Catalogo Unico: CFIV087136
- Virtual International Authority File: 228071698
- WorldCat: E39PBJbM4DTcCmrTWpjg9QxFKd